# Ciprian de Kiev
Ciprian de Kiev (n. 1336, Veliko Tărnovo, Țaratul Vlaho-Bulgar – d. 29 septembrie 1406, Moscova, Cnezatul Moscovei) a fost un cleric ortodox originar din Țaratul Bulgar, mitropolit de Kiev. A fost unchiul mitropolitului Grigore Țamblac.